# Habib (traghetto)
L'Habib è stato un traghetto, appartenuto alla compagnia di navigazione tunisina CoTuNav dal 1978 al 2013.

## Servizio
Varato il 17 dicembre 1977 nel cantiere navale Werft Nobiskrug G.m.b.H di Rendsburg con il nome di Habib e consegnato il 19 maggio 1978 alla CoTuNav, prende servizio il 3 giugno nei collegamenti tra Marsiglia, Tunisi e Genova.
Da marzo a maggio del 2000 viene sottoposto a lavori di ristrutturazione nei cantieri Öresundsvarvet di Landskrona, durante i quali viene rimotorizzato.
Dall'11 dicembre 2009 al settembre del 2010 viene noleggiato alla GTT ed impiegato nei collegamenti tra Tunisi e Sfax.
Terminato il noleggio, il 25 settembre viene disarmato a Sfax.
Dal 26 febbraio al 7 marzo 2011 viene impiegato nell'evacuazione degli sfollati della guerra civile libica da Bengasi ad Alessandria d'Egitto e Sfax.
Nel 2012, con l'entrata in servizio del nuovo Tanit, viene disarmato e messo in vendita.
Nel luglio del 2013 viene venduto alla società con sede in Tanzania Exim Inc e nello stesso mese salpa con il nome troncato in Habi per Alang, dove giunge il 31 luglio e, posizionatosi in rada, viene spiaggiato l'8 agosto successivo.